# النادي الإسلامي (يافا)
النادي الإسلامي هو نادٍ ثقافيّ رياضيّ فلسطينيّ. كان مقره في مدينة يافا، تأسس النادي عام 1926. كان النادي شريكا في منتخب يافا، وكان له دور في تقدم الحركة الرياضية في فلسطين حتى عام 1948، حين كانت الرياضة في بداية انطلاقتها. أنشأ النادي ملعبه الأول «ملعب البصّة» عام 1936، شمل مدرجًا يتسع لعشرة آلاف متفرج، وكان أول ملعب تُزرع أرضه بالنجيل في فلسطين. شارك النادي في كأس فلسطين الذي نظّمه الاتحاد الفلسطيني لكرة القدم، وحصل على بطولة فلسطين بين الأندية العربيّة في العامين 1945-1947.

## تأسيس النادي
تأسس النادي الإسلامي في يافا عام 1926، بعد أن انشق عدد من لاعبي النادي الأرثوذكسي في يافا، وقاموا بتأسيس النادي الإسلامي الذي ضمّ النادي بين صفوفه قرابة 300 لاعب على مدار جيلين، ومن مؤسسي النادي: اللاعب عبد الرحمن الهباب، والدكتور داود الحسيني، والأستاذ ممدوح حافظ النابلسي، ومحمد موسى النقيب الحسيني، وعبد السلام الدجاني، ورشاد الدباغ، وإبراهيم رامز نجم، والمحامي أمين عقل، والمحامي صبحي الايوبي، والمحامي رشدي الشوا، حسن البواب.
انتخب الأستاذ محمد هيكل امينا للنادي حيث كان النظام الداخلي للنادي يقضي بعدم وجود رئيس له، والاكتفاء بمنصب السكرتير.

## لاعبو الفريق
برز عدد من لاعبي النادي الإسلامي في يافا في الثلاثينيات، ومنهم نظام الشرابي (لقلب الدفاع)، زكي الامام (جناح أيمن)، توفيق البنا (جناح أيسر)، عبد الرحمن الهباب (قلب الهجوم)، محمود الهباب ويوسف الهباب وسعيد الهباب وجواد شحيبر (للدفاع)، وأحمد المصري وأنور مراد (للهجوم)، وعيسى عودة وإبراهيم التلباني وصالح البنا (لحماية الهدف)، وبرز أيضا من اللاعبين القدامى، كل من أحمد المحصل، وموسى أبو الجبين، إبراهيم السكسك، نائل النشاشيبي، مفيد أبو الجبين، شوكت الدجاني، أسعد الدجاني، عبد المنعم وصلاح الصلاحي، نعيم الدرهلي، يوسف الكاشف، وانضم للنادي بعض الشباب النصارى، مثل: المهندس إلياس سلامة، والسيد أسعد طجة، والسيد حليم سابا.

## نشاطات ومباريات
- مباراة النادي الإسلامي يافا مع فريق منتخب حلب، فاز فيها النادي الإسلامي بأربعة أهداف مقابل ثلاثة لمنتخب حلب، وقد حضر هذه المباراة خمسة آلاف متفرج.
- مباراة النادي الإسلامي يافا مع النادي الأرثوذكسي القدس، فاز فيها النادي الإسلامي وحاز على كأس فلسطين لعام 1945-1946، وكانت هذه المباراة بعد إنشاء أول بطولة لفلسطين في كرة القدم.
- مباراة النادي الإسلامي يافا مع نادي الشباب العرب حيفا، فاز فيها نادي الشباب العرب، وحاز على كأس فلسطين لعام 1946-1947.

### نشاطات أخرى
شكّل النادي الإسلامي في يافا فرقة كشفية ساهمت بنشاطات الحركة الكشفية في فلسطين، شارك أعضاء النادي الرياضي وفرقته الكشفية في المظاهرات ضد الانتداب البريطاني أو في نقل الجرحى والقتلى أو في حراسة الشواطئ لمنع تهريب اليهود، ونظّم النادي أمسيات ثقافية عديدة بحضور وجهاء وشعراء.